# Academia Puerto Cabello
O Academia Puerto Cabello é um clube de futebol venezuelano da cidade de Puerto Cabello, no estado de Carabobo. Fundado em 21 de janeiro de 2011, o clube atualmente participa da Primera División, a divisão de elite do futebol venezuelano. Seu estádio é o Complejo Deportivo Socialista, apelidado de La Bombonerita, que fica no centro de Puerto Cabello, e tem capacidade para 7.500 torcedores.

## Cronologia no Campeonato Venezuelano de Futebol
| Período     | Nome do Campeonato | Nível / Categoria | Associação | Ref.  |
| ----------- | ------------------ | ----------------- | ---------- | ----- |
| 2014–15     | Terceira División  | Terceira Divisão  | FVF        | [ 1 ] |
| 2015 — 2017 | Segunda División   | Segunda Divisão   | FVF        | [ 1 ] |
| Desde 2018  | Primera División   | Primeira Divisão  | FVF        |       |